# Лос-Лобос (Техас)
лос-Лобос (англ. Los Lobos) — переписна місцевість (CDP) в США, в окрузі Сапата штату Техас. Населення — 7 осіб (2020).

## Географія
лос-Лобос розташований за координатами 26°36′24″ пн. ш. 99°9′41″ зх. д. / 26.60667° пн. ш. 99.16139° зх. д. (26.606536, -99.161264).  За даними Бюро перепису населення США в 2010 році переписна місцевість мала площу 0,37 км², уся площа — суходіл.

## Демографія
Згідно з переписом 2010 року, у переписній місцевості мешкало 9 осіб у 5 домогосподарствах у складі 4 родин. Густота населення становила 24 особи/км².  Було 39 помешкань (106/км²).
Расовий склад населення:
| - 100,0 % — білих |

До двох чи більше рас належало 0,0 %. Частка іспаномовних становила 0,0 % від усіх жителів.
За віковим діапазоном населення розподілялося таким чином: 0,0 % — особи молодші 18 років, 0,0 % — особи у віці 18—64 років, 100,0 % — особи у віці 65 років та старші. Медіана віку мешканця становила 71,5 року. На 100 осіб жіночої статі у переписній місцевості припадало 80,0 чоловіків;  на 100 жінок у віці від 18 років та старших — 80,0 чоловіків також старших 18 років.
Цивільне працевлаштоване населення становило 0 осіб. 